# Tabard (U-Boot)
HMS Tabard (Kennung: P342) war ein U-Boot der britischen Royal Navy und der Royal Australian Navy.
Das U-Boot wurde erst nach Kriegsende in Dienst gestellt, so dass es nicht mehr zu einem Kampfeinsatz kam. Die Tabard gehörte zu den Einheiten der T-Klasse, deren Druckkörper komplett verschweißt war. 1950/51 wurde das Boot generalüberholt und entsprechend dem „Super-T“-Konzept modernisiert. 1962 übernahm die australische Marine das U-Boot. Am 8. Mai 1963 kollidierte es bei einer U-Jagd-Übung mit der Fregatte Queenborough. Beide Einheiten erlitten geringe Schäden und wurden auf der Fleet Base East bei Sydney überholt.
1969 kehrte die Tabard nach Großbritannien zurück und blieb bis 1974 in Gosport fest vertäut. Sie diente als Trainingsboot für die Ausbildung von U-Boot-Besatzungen und war somit das letzte britische T-Klasse-Boot im Dienst der Royal Navy. Das letzte britische Boot der Klasse im aktiven Seeeinsatz war die 1969 außer Dienst gestellte Tiptoe.
Die Tabard wurde am 2. Januar 1974 als Schrott verkauft und im März desselben Jahres abgebrochen.